# 松本洪
松本 洪（まつもと こう、明治9年（1876年）4月12日 - 昭和40年（1965年）2月25日）は、大分県宇佐郡四日市村(現在の宇佐市四日市 (宇佐市)）出身の漢学者。如石と号する。
早稲田中学校、豊山中学校教諭、国士舘専門学校、早稲田大学、大東文化学院（大東文化大学の母胎）、東洋文化研究所、東京藝術大学に教鞭を執る。無窮會理事（終戦後）、東洋文化學會評議員・幹事、東洋文化研究所講師・所長。